# Phyllachora symploci
Phyllachora symploci är en svampart som beskrevs av Pat. 1893. Phyllachora symploci ingår i släktet Phyllachora och familjen Phyllachoraceae.   Inga underarter finns listade i Catalogue of Life.